# Atribacteria
Atribacteria — кандидат у відділи бактерій, представники якого поширені в аноксичних відкладах, багатих метаном. Вони розповсюджені по всьому світу, а в низці випадків численні в анаеробних морських відкладах, геотермальних джерелах та покладах нафти. Генетичний аналіз свідчить про гетеротрофний метаболізм, який породжує такі продукти ферментації, як ацетат, етанол та CO2. Ці продукти, в свою чергу, можуть підтримувати метаногени всередині мікробної спільноти осадів та пояснює часту появу атрибактерій у багатих метаном аноксичних відкладах.
Згідно з філогенетичним аналізом, атрибактерії пов'язані з кількома теплофільними відділами в межах Terrabacteria або можуть знаходитися в основі Gracilicutes. Згідно з дослідженнями, атрибактерії демонструють закономірності експресії генів, що складається з ферментативного, ацетогенного метаболізму. Ці властивості дозволяють Atribacteria підтримувати катаболічні та анаболічні процеси, необхідні для генерування клітинного розмноження, навіть коли енергетичні рівні обмежені через виснаження розчиненого кисню в морських, прісних або підземних водах.